# Občina Maribor-Center
Občina Maribor-Center (v določenem časovnem obdobju imenovana tudi Občina Maribor-Rotovž) je ena izmed nekdanjih občin, ki so sestavljale mesto Maribor. Obsegala je središče mesta in bližnjo okolico. Sedež občine se je nahajal na Rotovškem trgu 9.   

## Zgodovina
Občina z imenom Maribor-Center je bila prvotno ustanovljena z Zakonom o območjih okrajev in občin v Ljudski republiki Sloveniji, ki ga je sprejela Ljudska skupščina Republike Slovenije leta 1955. Poleg omenjene so bile na območju Maribora ustanovljene še občine Maribor-Tezno, Maribor-Tabor in Maribor-Košaki. V tej obliki je bila občina ukinjena leta 1967, ko so se dotedanje občine združile v enotno občino Maribor.
 

Teritorialne dimenzije velike občine Maribor so v letu 1978 sprožile ponovno razpravo o njeni reorganizaciji. Leta 1979 je v Mariboru potekala širša razprava o strategiji preoblikovanja, nakar je bil v marcu 1980 razpisan referendum, kjer so občani podprli predloge družbeno-političnih organizacij, tako da se območje dotedanje velike občine Maribora preoblikovalo v šest mestnih občin. Tokrat (1982) je bila ustanovljena občina z imenom Maribor-Rotovž. Ime je dobila po mestni hiši, kjer se je bil sedež občine in se nahaja v središču mesta. Pokrivala je v glavnem isto območje kot Občina Maribor-Center. Občina je prenehala z delovanjem 15. 4. 1990, ko so se občine skladno z Zakonom o združitvi mariborskih občin  ponovno združile v enotno občino Maribor.
Obsegala je dve različni območji. Staro mestno jedro severno od Drave in gričevnat svet proti državni meji z Avstrijo. 
Občina je merila 66 kvadratnih kilometrov. Po popisu leta 1981 je štela 34.584 prebivalcev.
Sestavljalo jo je petnajst krajevnih skupnosti: Anton Aškerc, Boris Kidrič, Bresternica, Heroja Toneta Tomšiča, Ivan Cankar, Kamnica, Koroška vrata, Košaki, Krčevina, Ob parku, Počehova, Prežihov Voranc, Rotovž, Talci in Za tremi ribniki.